# Elaenia frantzii
El fiofío montano (Elaenia frantzii) es una especie de ave paseriforme de la familia Tyrannidae perteneciente al numeroso género Elaenia. Es nativo de América Central y del noroeste de América del Sur.

## Nombres comunes
Se le denomina también elaenia o elenia montañera (en Colombia, Nicaragua y Panamá), elainia montañera (en Costa Rica), elenia montañés (en Honduras), bobito copetón montañero (en Venezuela), elenia serrana o mosquero elenia de montaña.

## Distribución y hábitat
Se distribuye de forma disjunta desde Guatemala, por Honduras, El Salvador, Nicaragua, Costa Rica hasta el oeste de Panamá, y desde el norte de Venezuela hacia el oeste y sur hasta el suroeste de Colombia.
Esta especie es considerada común en sus hábitats naturales: los claros arbustivos y los bordes de bosques montanos húmedos y bosques ligeros, entre 1500 y 2500 m de altitud,  en el invierno descienden a zonas de entre los 750 m s. n. m.; la reproducción ocurre en las partes más altas de su rango.

## Descripción
Mide 14 cm de longitud y pesa hasta 17 g, la parte superior es de color oliva opaco, con un anillo blanco en los ojos. Las alas son oscuras, con estrechos bordes de plumas amarillas y dos barras de color blanquecino en las alas. La garganta y el pecho son de color gris amarillento, convirtiéndose en amarillo opaco en el vientre. 

## Comportamiento
Es solitario cuando no están en estado de reproducción. Se posa en un punto de observación a la sombra para cazar insectos, su otra alimentación son las bayas y semillas.

### Reproducción
Su nido es una taza de musgos, y líquenes , forrados con fibras vegetales. Está construido por la hembra a partir de los dos m del suelo, sobre un árbol o bambú. Las hembras incuban dos huevos blanquecinos, durante 16 días.

## Sistemática

### Descripción original
La especie E. frantzii fue descrita por primera vez por el ornitólogo estadounidense George Newbold Lawrence en 1865 bajo el nombre científico Elainea frantzii; su localidad tipo es: «San José, Costa Rica»; el holotipo se encuentra depositado en el Museo Nacional de Historia Natural de los Estados Unidos en Washington D. C., bajo el número NMNHW 39047.

### Etimología
El nombre genérico femenino «Elaenia» deriva del griego «ελαινεος elaineos» que significa ‘de aceite de oliva’, ‘oleaginosa’; y el nombre de la especie «frantzii», conmemora al naturalista y recolector alemán Alexander von Frantzius (1821–1877).

### Taxonomía
Las subespecies de América Central pueden ser una especie diferente de las de América del Sur, con base en las significativas diferencias del canto del amanecer.

### Subespecies
Según las clasificaciones del Congreso Ornitológico Internacional (IOC) y Clements Checklist/eBird se reconocen cuatro subespecies, con su correspondiente distribución geográfica:
- Elaenia frantzii ultima Griscom, 1935 – montañas de Guatemala, Honduras y norte de El Salvador.
- Elaenia frantzii frantzii Lawrence, 1865 – montañas del centro norte de Nicaragua y Costa Rica hasta el oeste de Panamá (Veraguas).
- Elaenia frantzii pudica P.L. Sclater, 1871 – Andes de Colombia y noroeste de Venezuela (al norte hasta Lara) y cordillera de la Costa de Venezuela (Falcón y Yaracuy al este hasta Sucre y norte de Monagas).
- Elaenia frantzii browni Bangs, 1898 – Sierra Nevada de Santa Marta (norte de Colombia) y Serranía del Perijá (en la frontera del noreste de Colombia–noroeste de Venezuela).